# Бухта Радості
Бухта Радості (азерб. «Sevinc buxtası») — радянський фільм 1977 року, знятий режисером Ельдаром Кулієвим.

## Сюжет
Фільм оповідає про будівництво першого в світі морського нафтового промислу. Місце і час дії — 1920-ті роки, Азербайджан, Сураханські нафтові промисли.
Фільм складається з двох серій під назвами: «Диверсія призначена на завтра» і «Початок легенди».

## У ролях
- Гасанага Турабов —  Алі-заде
- Аліаббас Гадіров —  Назім
- Пантелеймон Кримов —  Потьомкін
- Гасан Мамедов —  Рустамов
- Нодар Шашик-огли —  Ніколаєв
- Таніля Ахмерова —  Лейла
- Галина Андрєєва —  Катерина Олександрівна
- Радован Лукавський —  Бойль
- Едуард Дубський —  Детердінг
- Йозеф Лангмілер —  Ллойд Джордж
- Олексій Сафонов —  Романов
- Раміз Меліков —  Асанов
- Абдул Махмудов —  Абдул
- Мухтар Манієв —  Ахмед
- Садих Гусейнов —  Фатуллаєв
- Костянтин Адамов —  фотограф
- Микола Бармін —  Петрович
- Шахмар Алекперов —  Салех
- Софа Басірзаде —  Ольга Миколаївна
- Расім Балаєв —  Ізабек
- Багадур Алієв — епізод

## Знімальна група
- Режисер — Ельдар Кулієв
- Сценаристи — Ельдар Кулієв, Георгій Мдівані
- Оператор — Расім Ісмайлов
- Композитор — Полад Бюль-Бюль огли
- Художник — Рафіс Ісмайлов